# Ушман
Ушма́н (рос. Ушман) — селище у складі Верхньобуреїнського району Хабаровського краю, Росія. Входить до складу Согдинського сільського поселення.

## Населення
Населення — 86 осіб (2010; 130 у 2002).
Національний склад (станом на 2002 рік):
- росіяни — 96 %